# Methanogenium
A Methanogenium a Methanomicrobiaceae családba tartozó Archaea nem. Az archeák – ősbaktériumok – egysejtű, sejtmag nélküli prokarióta szervezetek.

## Fordítás
- Ez a szócikk részben vagy egészben  a   Methanogenium című angol Wikipédia-szócikk fordításán alapul.  Az eredeti cikk szerkesztőit annak laptörténete sorolja fel. Ez a jelzés csupán a megfogalmazás eredetét és a szerzői jogokat jelzi, nem szolgál a cikkben szereplő információk forrásmegjelöléseként.

### Tudományos folyóiratok
- Maestrojuan GM (1990). „Transfer of Methanogenium bourgense, Methanogenium marisnigri, Methanogenium olentangyi, and Methanogenium thermophilicum to the genus Methanoculleus gen. nov, emendation of Methanoculleus marisnigri and Methanogenium, and description of new strains of Methanoculleus bourgense and Methanoculleus marisnigr”. Int. J. Syst. Bacteriol. 40, 117–122. o. DOI:10.1099/00207713-40-2-117.
- Balch WE (1979). „Methanogens: reevaluation of a unique biological group”. Microbiol. Rev. 43 (2), 260–296. o. PMID 390357. PMC 281474.
- Romesser JA (1979). „Methanogenium, a new genus of marine methanogenic bacteria, and characterization of Methanogenium cariaci sp. nov. and Methanogenium marisnigri sp. nov”. Arch. Mikrobiol. 121, 147–153. o.

### Tudományos adatbázisok
- Methanogenium PubMed hivatkozásai
- Methanogenium PubMed Central hivatkozásai
- Methanogenium Google Scholar hivatkozásai